# Acklins
Acklins è un'isola e un distretto delle Bahamas con 560 abitanti al censimento 2010. È situata in una larga laguna chiamata Bight of Acklins nella quale l'isola più estesa è quella di Crooked.
È stata colonizzata nel 1780 e l'attività dominante era la coltivazione di cotone. A seguito dell'abolizione della schiavitù la popolazione si convertì alla ricerca di spugne per poi dedicarsi alla pesca.